# 戈亚廷斯
戈亚廷斯是巴西托坎廷斯州的一个市镇。总面积6408.562平方公里，总人口11639人，人口密度1.8人/平方公里。